# 87. Oscar-gála
A 87. Oscar-gálán az Amerikai Filmművészetek és Filmtudományok Akadémiája a 2014-es év legjobb filmjeit és filmeseit honorálta. A díjátadó ceremóniát 2015. február 22-én rendezték meg a hollywoodi Dolby Színházban, Los Angelesben. Az Akadémia Életműdíjat adott át Jean-Claude Carrièrenek, Mijazaki Hajaónak és Maureen O’Harának, illetve Jean Hersholt Humanitárius Díjat kapott Harry Belafonte 2014 novemberében.
A ceremónia házigazdája első alkalommal a színész Neil Patrick Harris volt.

## Győztesek és jelöltek
A jelöltek listáját 2015. január 15-én jelentette be a Samuel Goldwyn Színházban, Beverly Hillsben Cheryl Boone Isaacs, az Akadémia elnöke, J. J. Abrams és Alfonso Cuarón rendezők, és a színész Chris Pine. A Birdman avagy (A mellőzés meglepő ereje) és az A Grand Budapest Hotel holtversenyben kapta a legtöbb, kilenc jelölést.

### Díjak

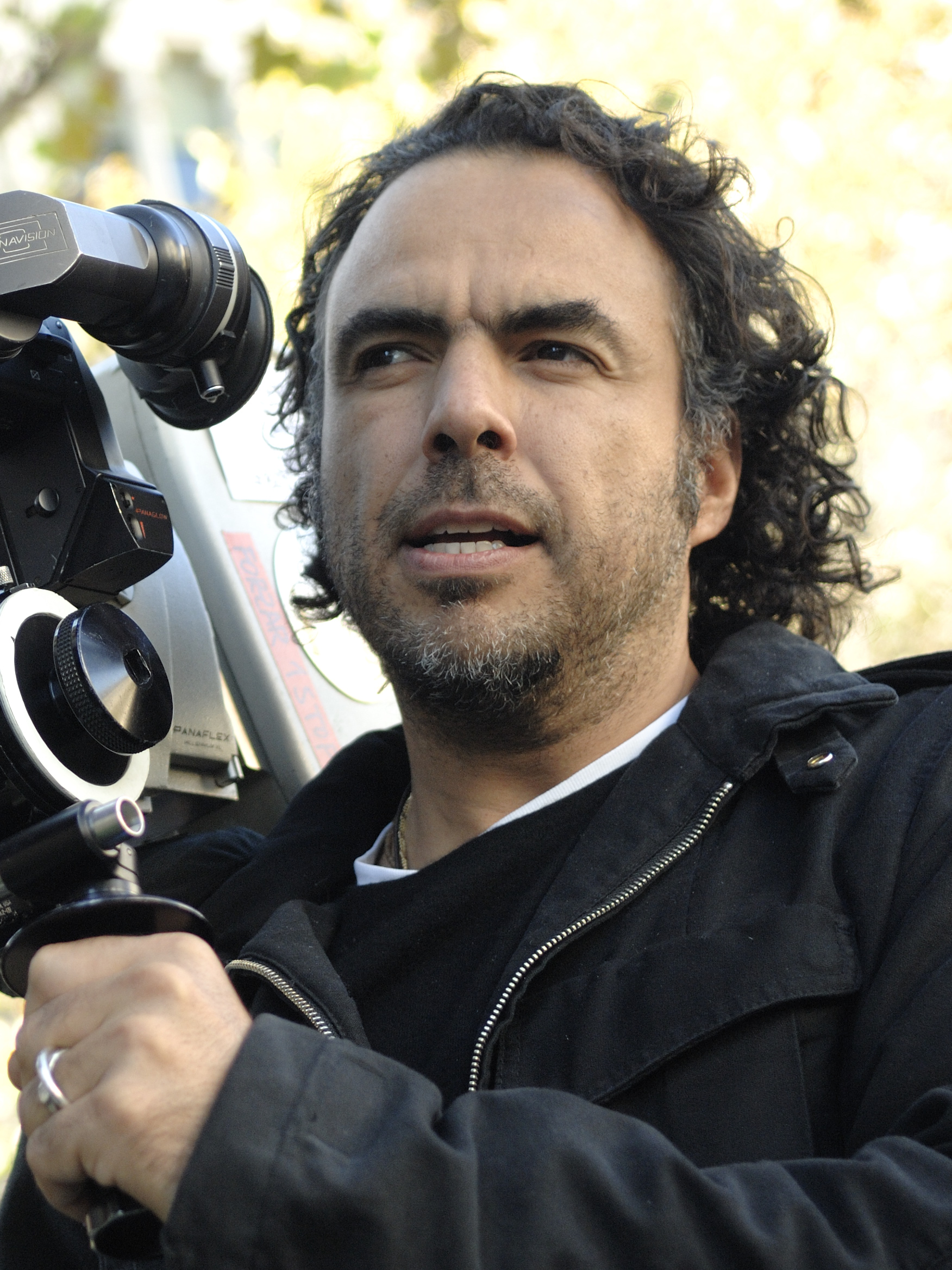
Alejandro González Iñárritu, a legjobb film, a legjobb rendező és a legjobb eredeti forgatókönyv kategóriájának győztese

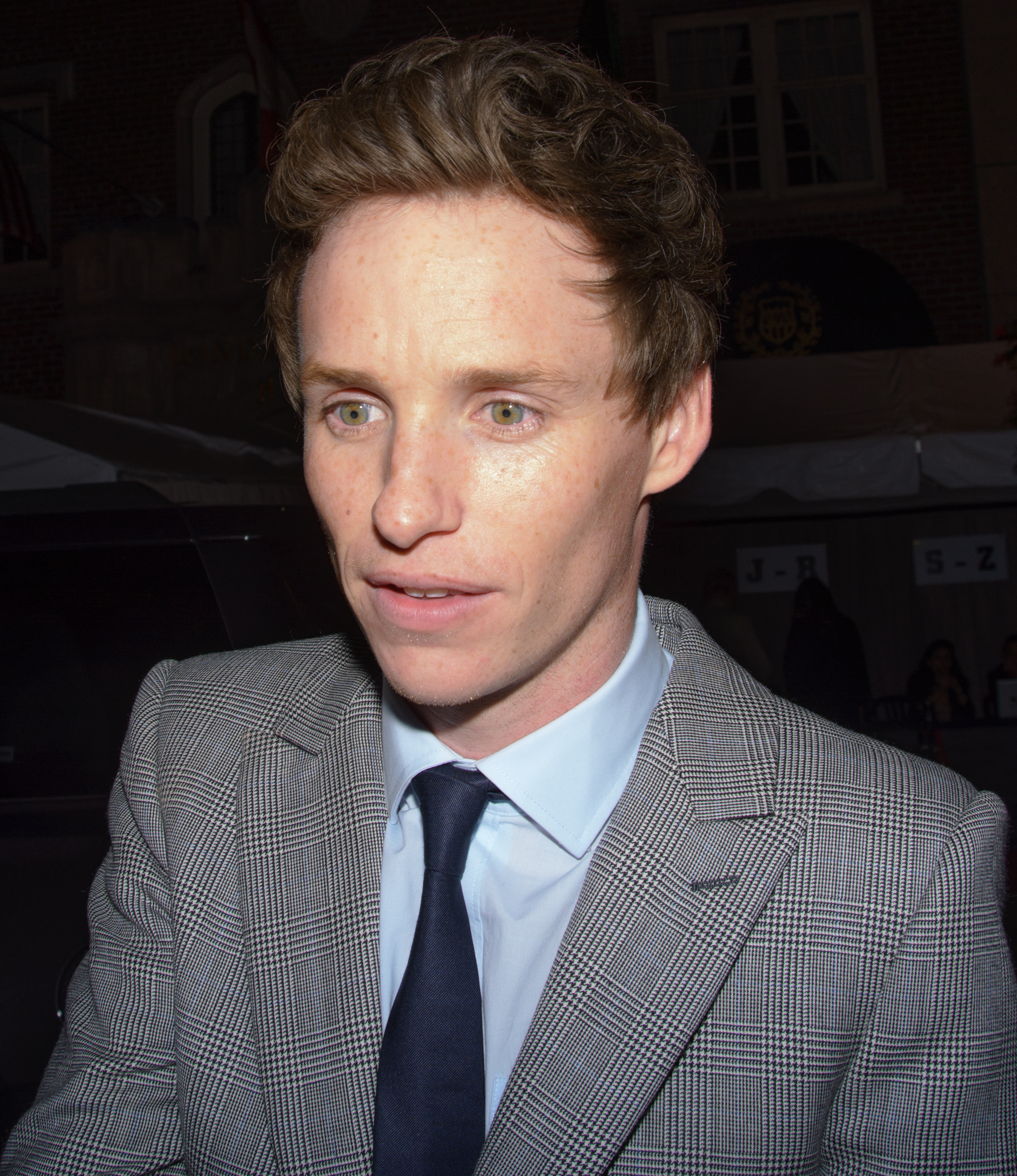
Eddie Redmayne, a legjobb férfi főszereplő kategóriájának győztese

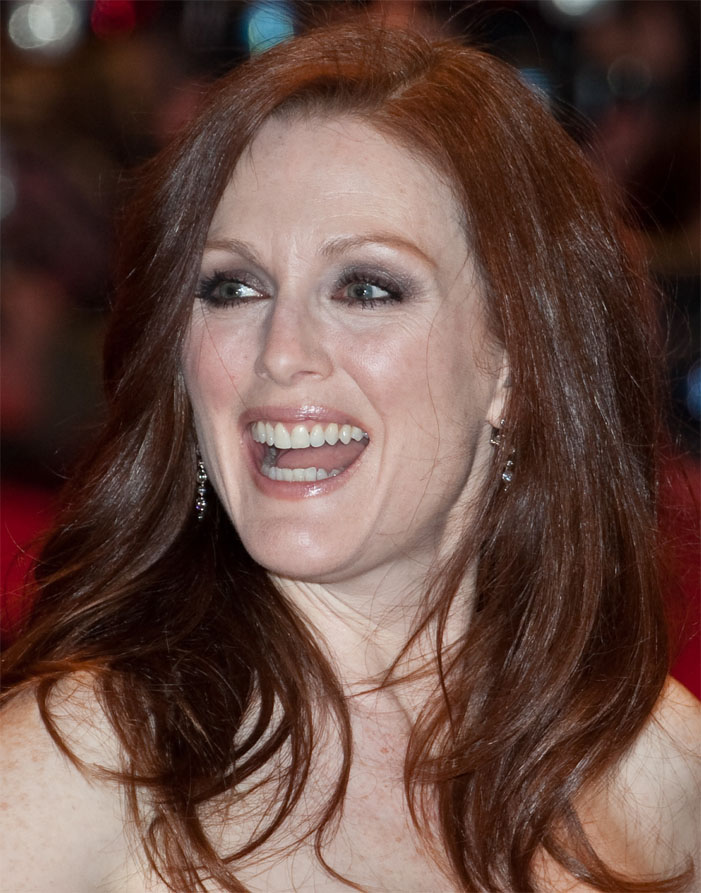
Julianne Moore, a legjobb női főszereplő kategóriájának győztese

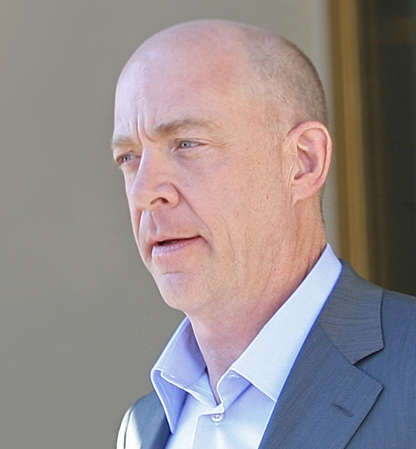
J. K. Simmons, a legjobb férfi mellékszereplő kategóriájának győztese

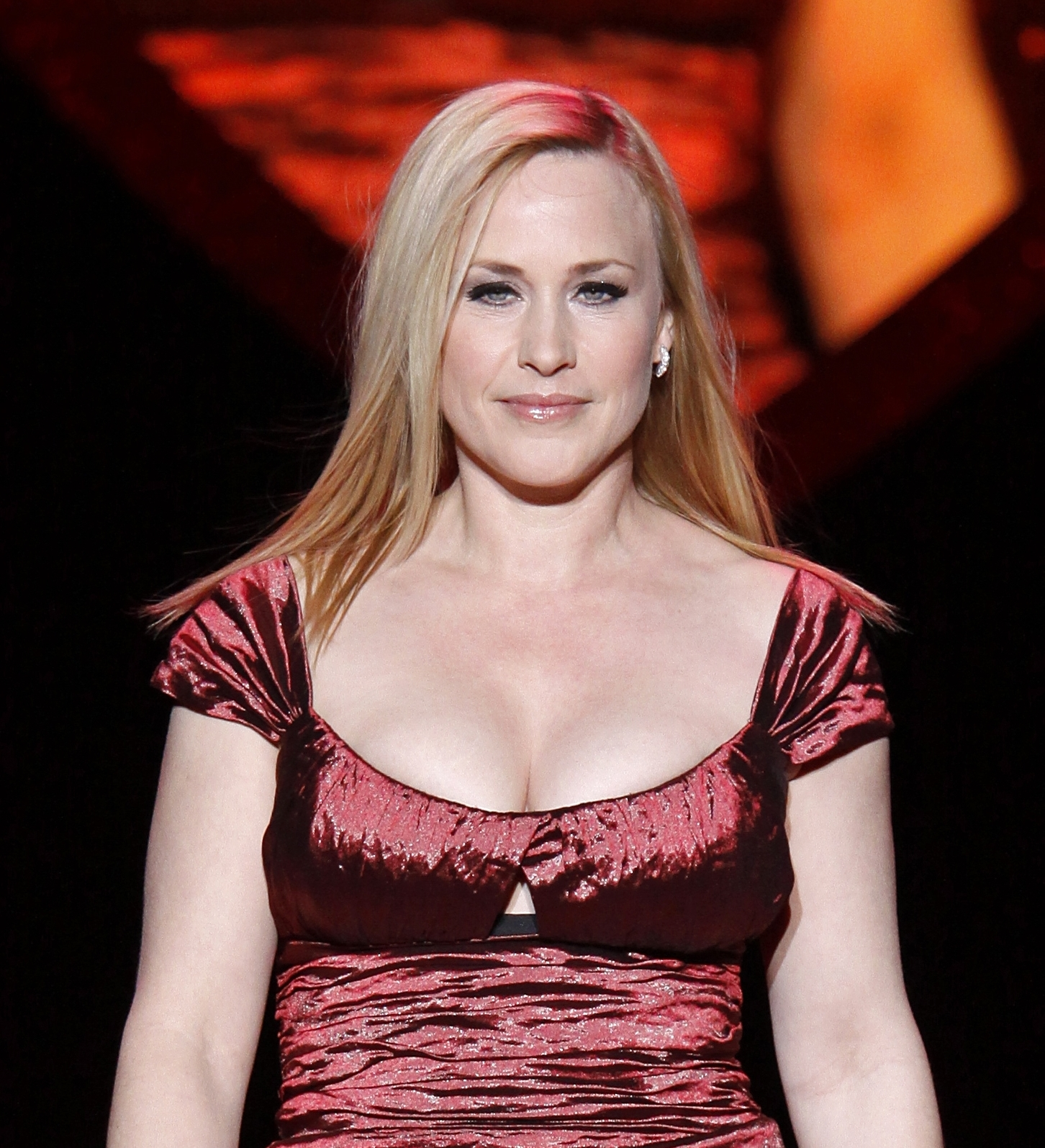
Patricia Arquette, a legjobb női mellékszereplő kategóriájának győztese

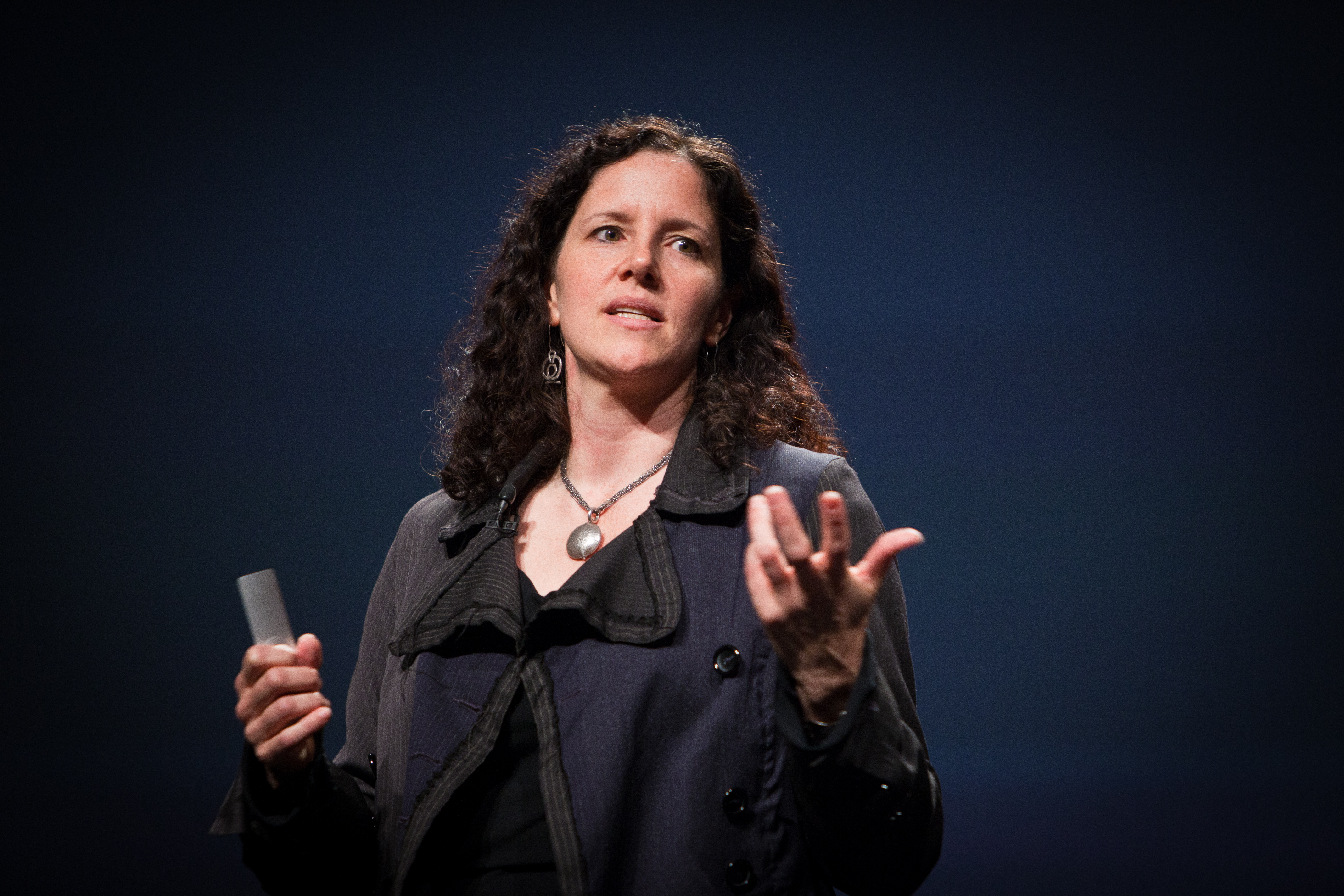
Laura Poitras, a legjobb dokumentumfilm kategóriájának győztese

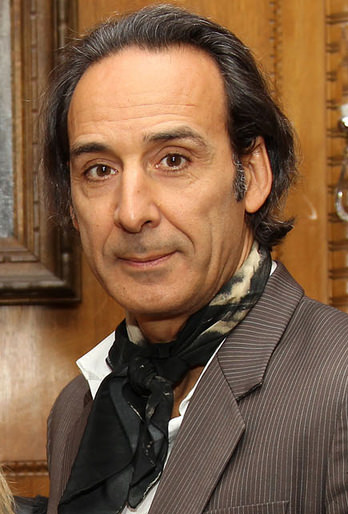
Alexandre Desplat, a legjobb eredeti filmzene kategóriájának győztese

A nyertesek az első helyen sorolva és félkövérrel jelölve.
| Legjobb film | Legjobb rendező |
| --- | --- |
| - Birdman avagy (A mellőzés meglepő ereje) – Alejandro González Iñárritu, John Lesher és James W. Skotchdopole - Amerikai mesterlövész – Clint Eastwood, Robert Lorenz, Andrew Lazar, Bradley Cooper és Peter Morgan - Sráckor – Richard Linklater és Cathleen Sutherland - A Grand Budapest Hotel – Wes Anderson, Scott Rudin, Steven M. Rales és Jeremy Dawson - Kódjátszma – Nora Grossman, Ido Ostrowsky és Teddy Schwarzman - Selma – Christian Colson, Oprah Winfrey, Dede Gardner és Jeremy Kleiner - A mindenség elmélete – Tim Bevan, Eric Fellner, Lisa Bruce és Anthony McCarten - Whiplash – Jason Blum, Helen Estabrook és David Lancaster | - Alejandro González Iñárritu – Birdman avagy (A mellőzés meglepő ereje) - Wes Anderson – A Grand Budapest Hotel - Richard Linklater – Sráckor - Bennett Miller – Foxcatcher - Morten Tyldum – Kódjátszma |
| Legjobb férfi főszereplő | Legjobb női főszereplő |
| - Eddie Redmayne – A mindenség elmélete, mint Stephen Hawking - Steve Carell – Foxcatcher, mint John Eleuthère du Pont - Bradley Cooper – Amerikai mesterlövész, mint Chris Kyle - Benedict Cumberbatch – Kódjátszma, mint Alan Turing - Michael Keaton – Birdman avagy (A mellőzés meglepő ereje), mint Riggan Thomson | - Julianne Moore – Megmaradt Alice-nek, mint Dr. Alice Howland - Marion Cotillard – Két nap, egy éjszaka, mint Sandra Bya - Felicity Jones – A mindenség elmélete, mint Jane Wilde Hawking - Rosamund Pike – Holtodiglan, mint Amy Elliott-Dunne - Reese Witherspoon – Vadon, mint Cheryl Strayed |
| Legjobb férfi mellékszereplő | Legjobb női mellékszereplő |
| - J. K. Simmons – Whiplash, mint Terence Fletcher - Robert Duvall – A bíró, mint Judge Joseph Palmer - Ethan Hawke – Sráckor, mint Sr. Mason Evans - Edward Norton – Birdman avagy (A mellőzés meglepő ereje), mint Mike Shiner - Mark Ruffalo – Foxcatcher, mint Dave Schultz | - Patricia Arquette' – Sráckor, mint Olivia Evans' - Laura Dern – Vadon, mint Barbara "Bobbi" Grey - Keira Knightley – Kódjátszma, mint Joan Clarke - Emma Stone – Birdman avagy (A mellőzés meglepő ereje), mint Sam Thomson - Meryl Streep – Vadregény, mint The Witch |
| Legjobb eredeti forgatókönyv | Legjobb adaptált forgatókönyv |
| - Birdman avagy (A mellőzés meglepő ereje) – Alejandro González Iñárritu, Nicolás Giacobone, Alexander Dinelaris, Jr. és Armando Bo - Sráckor – Richard Linklater - Foxcatcher – E. Max Frye és Dan Futterman - A Grand Budapest Hotel – Wes Anderson és Hugo Guinness - Éjjeli féreg – Dan Gilroy | - Kódjátszma – Graham Moore - Amerikai mesterlövész – Jason Dean Hall, Scott McEwen és Jim DeFelice - Beépített hiba – Paul Thomas Anderson - A mindenség elmélete – Anthony McCarten - Whiplash – Damien Chazelle |
| Legjobb animációs film | Legjobb idegen nyelvű film |
| - Hős6os – Don Hall, Chris Williams és Roy Conli - Doboztrollok – Anthony Stacchi, Graham Annable és Travis Knight - Így neveld a sárkányodat 2. – Dean DeBlois és Bonnie Arnold - Song of the Sea – Tomm Moore és Paul Young - Kaguya hercegnő története – Takahata Iszao és Nisimura Josiaki | - Ida (Lengyelország) lengyelül – Paweł Pawlikowski - Leviatán (Oroszország) oroszul – Andrey Zvyagintsev - Mandarinok (Észtország) észtül – Zaza Urushadze - Timbuktu (Mauritánia) franciául – Abderrahmane Sissako - Eszeveszett mesék (Argentína) spanyolul – Damián Szifrón |
| Legjobb dokumentumfilm | Legjobb rövid dokumentumfilm |
| - Citizenfour – Laura Poitras, Mathilde Bonnefoy és Dirk Wilutsky - Vivian Maier nyomában – John Maloof és Charlie Siskel - Last Days in Vietnam – Rory Kennedy és Keven McAlester - The Salt of the Earth – Wim Wenders, Lélia Wanick Salgado és David Rosier - Virunga – Orlando von Einsiedel és Joanna Natasegara | - Crisis Hotline: Veterans Press 1 – Ellen Goosenberg Kent és Dana Perry - Joanna – Aneta Kopacz - Our Curse – Tomasz Śliwiński és Maciej Ślesicki - The Reaper (La Parka) – Gabriel Serra Arguello - White Earth – J. Christian Jensen |
| Legjobb rövidfilm | Legjobb animációs rövidfilm |
| - The Phone Call – Mat Kirkby és James Lucas - Aya – Oded Binnun és Mihal Brezis - Boogaloo and Graham – Michael Lennox és Ronan Blaney - Butter Lamp (La Lampe au beurre de yak) – Hu Wei és Julien Féret - Parvaneh – Talkhon Hamzavi és Stefan Eichenberger | - Feast – Patrick Osborne és Kristina Reed - The Bigger Picture – Daisy Jacobs és Christopher Hees - The Dam Keeper – Robert Kondo és Dice Tsutsumi - Me and My Moulton – Torill Kove - A Single Life – Joris Oprins |
| Legjobb eredeti filmzene | Legjobb eredeti dal |
| - A Grand Budapest Hotel – Alexandre Desplat - Kódjátszma – Alexandre Desplat - Csillagok között – Hans Zimmer - Mr. Turner – Gary Yershon - A mindenség elmélete – Jóhann Jóhannsson | - "Glory" a Selmából – Zene és szöveg: John Legend és Common - "Everything Is Awesome" A Lego-kalandból – Zene és szöveg: Shawn Patterson - "Grateful" a Beyond the Lights-ból – Zene és szöveg: Diane Warren - "I'm Not Gonna Miss You" a Glen Campbell: I'll Be Me-ből – Zene és szöveg: Glen Campbell és Julian Raymond - "Lost Stars" a Szerelemre hangszerelvéből – Zene és szöveg: Gregg Alexander és Danielle Brisebois                                  |
| Legjobb hangvágás | Legjobb hangkeverés |
| - Amerikai mesterlövész – Alan Robert Murray és Bub Asman - Birdman avagy (A mellőzés meglepő ereje) – Martin Hernández és Aaron Glascock - A hobbit: Az öt sereg csatája – Brent Burge és Jason Canovas - Csillagok között – Richard King - Rendíthetetlen – Becky Sullivan és Andrew DeCristofaro | - Whiplash – Craig Mann, Ben Wilkins és Thomas Curley - Amerikai mesterlövész – John Reitz, Gregg Rudloff és Walt Martin - Birdman avagy (A mellőzés meglepő ereje) – Jon Taylor, Frank A. Montaño és Thomas Varga - Csillagok között – Gary A. Rizzo, Gregg Landaker és Mark Weingarten - Rendíthetetlen – Jon Taylor, Frank A. Montaño és David Lee |
| Legjobb látványtervezés | Legjobb operatőr |
| - A Grand Budapest Hotel – Adam Stockhausen (Production Design); Anna Pinnock (díszlettervezés) - Kódjátszma – Maria Djurkovic (produkciós dizájn); Tatiana Macdonald (díszlettervezés) - Csillagok között – Nathan Crowley (produkciós dizájn); Gary Fettis (díszlettervezés) - Vadregény – Dennis Gassner (produkciós dizájn); Anna Pinnock (díszlettervezés) - Mr. Turner – Suzie Davies (produkciós dizájn); Charlotte Watts (díszlettervezés) | - Birdman avagy (A mellőzés meglepő ereje) – Emmanuel Lubezki - A Grand Budapest Hotel – Robert Yeoman - Ida – Łukasz Żal és Ryszard Lenczewski - Mr. Turner – Dick Pope - Rendíthetetlen – Roger Deakins |
| Legjobb smink | Legjobb jelmez |
| - A Grand Budapest Hotel – Frances Hannon és Mark Coulier - Foxcatcher – Bill Corso és Dennis Liddiard - A galaxis őrzői – Elizabeth Yianni-Georgiou és David White | - A Grand Budapest Hotel – Milena Canonero - Beépített hiba – Mark Bridges - Vadregény – Colleen Atwood - Demóna – Anna B. Sheppard - Mr. Turner – Jacqueline Durran |
| Legjobb vágás | Legjobb vizuális effektek |
| - Whiplash – Tom Cross - Amerikai mesterlövész – Joel Cox és Gary D. Roach - Sráckor – Sandra Adair - A Grand Budapest Hotel – Barney Pilling - Kódjátszma – William Goldenberg | - Csillagok között – Paul Franklin, Andrew Lockley, Ian Hunter és Scott Fisher - Amerika Kapitány: A tél katonája – Dan DeLeeuw, Russell Earl, Bryan Grill és Dan Sudick - A majmok bolygója: Forradalom – Joe Letteri, Dan Lemmon, Daniel Barrett és Erik Winquist - A galaxis őrzői – Stephane Ceretti, Nicolas Aithadi, Jonathan Fawkner és Paul Corbould - X-Men: Az eljövendő múlt napjai – Richard Stammers, Lou Pecora, Tim Crosbie és Cameron Waldbauer |

### Tiszteletbeli Oscar-díj
Az Akadémia 2014. november 8-án tartotta a 6. Éves Kormányzói Díjátadó ceremóniáját, melyen a következő díjakat adták át.

#### Életműdíj
- Jean-Claude Carrière
- Mijazaki Hajao
- Maureen O’Hara

#### Jean Hersholt Humanitárius Díj
- Harry Belafonte

### Több jelölést és díjat kapott filmek
| Jelölések | Film                                     |
| --------- | ---------------------------------------- |
| 9         | Birdman avagy (A mellőzés meglepő ereje) |
| 9         | A Grand Budapest Hotel                   |
| 8         | Kódjátszma                               |
| 6         | Amerikai mesterlövész                    |
| 6         | Sráckor                                  |
| 5         | Foxcatcher                               |
| 5         | Csillagok között                         |
| 5         | A mindenség elmélete                     |
| 5         | Whiplash                                 |
| 4         | Mr. Turner                               |
| 3         | Vadregény                                |
| 3         | Rendíthetetlen                           |
| 2         | A galaxis őrzői                          |
| 2         | Ida                                      |
| 2         | Beépített hiba                           |
| 2         | Selma                                    |
| 2         | Vadon                                    |

| Díj kategóriák | Film                                     |
| -------------- | ---------------------------------------- |
| 4              | Birdman avagy (A mellőzés meglepő ereje) |
| 4              | A Grand Budapest Hotel                   |
| 3              | Whiplash                                 |

## Díjátadók és előadók

### Díjátadók
| Nevek                                    | Szerep |
| ---------------------------------------- | --- |
| Cedering Fox                             | 87. Oscar-gála bemondója |
| Lupita Nyong'o                           | Legjobb férfi mellékszereplő díj átadója |
| Liam Neeson                              | A Grand Budapest Hotel és az Amerikai mesterlövész filmek felkonferálója a legjobb film kategóriából                                                                                 |
| Dakota Johnson                           | A legjobb eredeti betétdal jelölt "Lost Stars" előadójának felkonferálója |
| Jennifer Lopez Chris Pine                | Legjobb jelmez díj átadói |
| Reese Witherspoon                        | Legjobb smink díj átadója |
| Channing Tatum                           | Bemutatta a Team Oscar verseny hat győztesét |
| Chiwetel Ejiofor Nicole Kidman           | Legjobb idegen nyelvű film díj átadói |
| Shirley MacLaine                         | A Sráckor, A mindenség elmélete, és a Birdman avagy (A mellőzés meglepő ereje) filmek felkonferálója a legjobb film kategóriából                                                     |
| Marion Cotillard                         | A legjobb eredeti betétdal jelölt "Everything is Awesome" előadójának felkonferálója                                                                                                 |
| Jason Bateman Kerry Washington           | Legjobb rövidfilm és a Legjobb rövid dokumentumfilm díjak átadói |
| Viola Davis                              | Bemutatta a Kormányzói Díjátadó díjazottait |
| Gwyneth Paltrow                          | A legjobb eredeti betétdal jelölt "I'm Not Gonna Miss You" előadójának felkonferálója                                                                                                |
| Chris Evans Sienna Miller                | Legjobb hangvágás és a Legjobb hangkeverés díjak átadója |
| Jared Leto                               | Legjobb női mellékszereplő díj átadója |
| Josh Hutcherson                          | A legjobb eredeti betétdal jelölt "Grateful" előadójának felkonferálója |
| Ansel Elgort Chloë Grace Moretz          | Legjobb vizuális effektek díj átadói |
| Kevin Hart Anna Kendrick                 | Legjobb animációs rövidfilm díj átadói |
| Dwayne Johnson Zoë Saldana               | Legjobb animációs film díj átadói |
| Cheryl Boone Isaacs (az Akadémia elnöke) | Köszönetnyílvánítás |
| Chris Pratt Felicity Jones               | Legjobb látványtervezés díj átadói |
| Jessica Chastain Idris Elba              | Legjobb operatőr díj átadói |
| Meryl Streep                             | Az elhunytak emlékére tiszteletadás felkonferálója |
| Benedict Cumberbatch Naomi Watts         | Legjobb vágás díj átadói |
| Terrence Howard                          | A Whiplash, a Kódjátszma, és a Selma filmek felkonferálója a legjobb film kategóriából                                                                                               |
| Jennifer Aniston David Oyelowo           | Legjobb dokumentumfilm díj átadói |
| Octavia Spencer                          | A legjobb eredeti betétdal jelölt "Glory" előadójának felkonferálója |
| Idina Menzel John Travolta               | Legjobb eredeti betétdal díj átadói |
| Scarlett Johansson                       | A muzsika hangja film 50. évfordulójának alkalmából előadott "A muzsika hangja", a "My Favorite Things", az "Edelweiss" és a "Climb Ev'ry Mountain" dalok előadójának felkonferálója |
| Julie Andrews                            | Legjobb eredeti filmzene díj átadója |
| Eddie Murphy                             | Legjobb eredeti forgatókönyv díj átadója |
| Oprah Winfrey                            | Legjobb adaptált forgatókönyv díj átadója |
| Ben Affleck                              | Legjobb rendező díj átadója |
| Cate Blanchett                           | Legjobb férfi főszereplő díj átadója |
| Matthew McConaughey                      | Legjobb női főszereplő díj átadója |
| Sean Penn                                | Legjobb film díj átadója |

### Előadók
| Név                                                                      | Szerep    | Előadás |
| ------------------------------------------------------------------------ | --------- | --- |
| Stephen Oremus                                                           | Karmester | Zenekari                                                                                                   |
| Jack Black Neil Patrick Harris Anna Kendrick                             | Előadók   | "Moving Pictures" a nyitó rész alatt                                                                       |
| Maroon 5                                                                 | Előadók   | "Lost Stars" a Szerelemre hangszerelvéből                                                                  |
| Will Arnett Mark Mothersbaugh Questlove Tegan and Sara The Lonely Island | Előadók   | "Everything Is Awesome" A Lego-kalandból                                                                   |
| Tim McGraw                                                               | Előadó    | "I'm Not Gonna Miss You" a Glen Campbell: I'll Be Me-ből                                                   |
| Rita Ora                                                                 | Előadó    | "Grateful" a Beyond the Lights-ból                                                                         |
| Jennifer Hudson                                                          | Előadó    | "I Can't Let Go" Az elhunytak emlékére tiszteletadás alatt                                                 |
| Common John Legend                                                       | Előadók   | "Glory" a Selmából                                                                                         |
| Lady Gaga                                                                | Előadó    | "A muzsika hangja", a "My Favorite Things", az "Edelweiss" és a "Climb Ev'ry Mountain" A muzsika hangjából |